# مات وليامز
مات وليامز (بالإنجليزية: Matt Williams)‏ (16 نوفمبر 1987 بورتلاند الولايات المتحدة - ) هو لاعب كرة قدم أمريكي يلعب كحارس مرمى.